# 1999年度新城勁爆頒獎禮得獎名單
1999年度新城勁爆頒獎禮一共頒發35個獎項，部下獎項的得獎名單率先於1999年12月24日公佈，餘下14個獎項則留待12月29日，於香港會議展覽中心舉行的頒獎禮中頒發。

## 新城勁爆歌曲
- 對你太在乎（陳慧琳）
- 每一個明天（陳奕迅）
- 真心真意（許志安）
- 痛（劉德華）
- 抬起我的頭來（楊千嬅）
- 插曲（鄭秀文）
- 非走不可（謝霆鋒）
- 未知（容祖兒）
- 左右手（張國榮）
- TODAY（梁詠琪）

## 新城勁爆年度歌曲大獎
- 左右手（張國榮）

## 新城勁爆男歌手
- 劉德華
- 許志安
- 黎明

## 新城勁爆女歌手
- 鄭秀文
- 陳慧琳
- 梁詠琪

## 新城勁爆組合
- Beyond

## 新城勁爆亞洲男歌手
- 劉德華

## 新城勁爆亞洲女歌手
- 王菲

## JVC新城勁爆人氣歌手
- 謝霆鋒
- 趙薇

## 新城勁爆國語男歌手
- 任賢齊

## 新城勁爆國語女歌手
- 張惠妹

## Top One新城勁爆卡拉OK歌曲
- 羅馬假期（古巨基）

## Top One新城勁爆卡拉OK歌手
- 郭富城

## 新城勁爆日本人氣歌手
- 宇多田光

## 新城勁爆大碟
- 只愛陌生人（王菲）

## 四台聯頒（卓越表現大獎）
- （金）謝霆鋒
- （銀）張栢芝
- （銅）莫文蔚

## 新城勁爆國語歌曲獎
- 月亮惹的禍（張宇）

## 新城勁爆新登場歌手
- 張栢芝
- 林心如
- 容祖兒

## 新城勁爆突破男歌手
- 陳奕迅

## 新城勁爆突破女歌手
- 張栢芝

## 新城勁爆廣告歌曲大獎
- Sugar in the marmalade（黎明）

## 新城勁爆電影歌曲獎
- The Way You Make Me Feel（莫文蔚）
- You Can't Stop Me（謝霆鋒、馮德倫、李燦森）
- 極速（鄭伊健）

| 歌名                     | 主唱                   | 代表電影               |
| ------------------------ | ---------------------- | ---------------------- |
| The Way You Make Me Feel | 莫文蔚                 | 《喜劇之王》           |
| Be My Valentine          | 古巨基                 | 《天旋地戀》           |
| You Can't Stop Me        | 謝霆鋒、馮德倫、李燦森 | 《特警新人類》         |
| 來夜方長                 | 蘇永康、陳潔儀         | 《玻璃樽》             |
| 愛後餘生                 | 謝霆鋒                 | 《半支煙》             |
| Today                    | 梁詠琪                 | 《擊浪青春》           |
| 星語心願                 | 張柏芝                 | 《星願》               |
| 燭光                     | 任賢齊                 | 《星願》               |
| 心只有你                 | 劉德華                 | 《賭俠大戰拉斯維加斯》 |
| 去年煙花特別多           | 劉德華                 | 《去年煙花特別多》     |
| 真心話                   | 何潤東                 | 《真心話》             |
| 美麗新世界               | 伍佰                   | 《美麗新世界》         |
| 極速                     | 鄭伊健                 | 《極速傳說》           |

## 參閱
1. ↑  . 《蘋果日報》. 1999-12-10: C11娛樂 （中文）.
2. ↑  . 《蘋果日報》. 1999-12-13: C13娛樂 （中文）.